# Нуксис

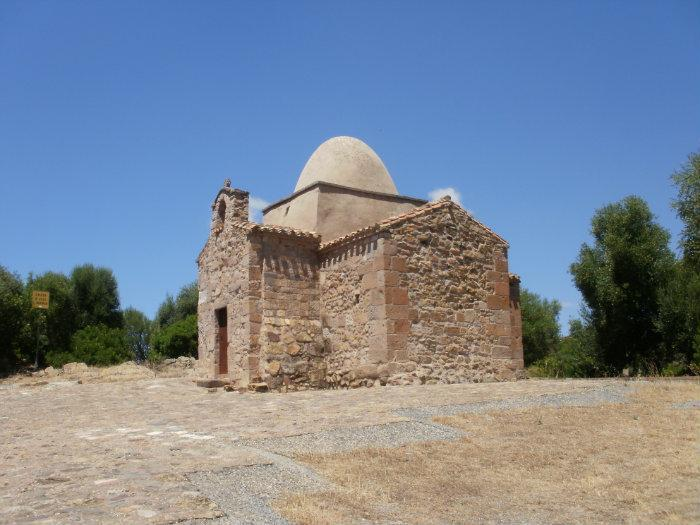
Византийский храм святого Илья

Ну́ксис, Ну́жис (сард. и итал. Nuxis) — коммуна в Италии, располагается в регионе Сардиния, подчиняется административному центру Южная Сардиния.
Население составляет 1525 человек(2019), плотность населения составляет 24,76 чел./км². Занимает площадь 61,59 км². Почтовый индекс — 9010. Телефонный код — 0781.
Покровителем коммуны почитается святой апостол Пётр, празднование 29 июня.